# Нідерланди на зимових Олімпійських іграх 1984
Нідерланди брала участь в Зимових Олімпійських іграх 1984 року у Сараєві (Югославія) в дванадцятий раз за свою історію, але не завоювала жодної медалі.

## Бобслей
Чоловіки
| Дисципліна | Спортсмен                  | Заїзд 1 | Заїзд 1 | Заїзд 2 | Заїзд 2 | Заїзд 3 | Заїзд 3 | Заїзд 4 | Заїзд 4 | Всього  | Всього |
| Дисципліна | Спортсмен                  | Час     | Місце   | Час     | Місце   | Час     | Місце   | Час     | Місце   | Час     | Місце  |
| ---------- | -------------------------- | ------- | ------- | ------- | ------- | ------- | ------- | ------- | ------- | ------- | ------ |
| Дві людини | Джом ван Острум Джон Дрост | 52.86   | 15      | 53.58   | 22      | 52.79   | 18      | 52.76   | 15      | 3:31.99 | 16     |

## Ковзанярський спорт
Чоловіки
| Дисципліна | Спортсмен             | Гонка    | Гонка |
| Дисципліна | Спортсмен             | Час      | Місце |
| ---------- | --------------------- | -------- | ----- |
| 500 м      | Герт Койпер           | 39.13    | 16    |
| 500 м      | Гейн Вергеєр          | 38.94    | 13    |
| 500 м      | Ян Йкема              | 39.03    | 14    |
| 1000 м     | Гільберт ван дер Дуйм | 1:17.46  | 7     |
| 1000 м     | Гейн Вергеєр          | 1:17.57  | 10    |
| 1000 м     | Ян Йкема              | 1:18.81  | 20    |
| 1500 м     | Гільберт ван дер Дуйм | 1:59.77  | 7     |
| 1500 м     | Фріц Счалій           | 2:00.14  | 10    |
| 1500 м     | Гейн Вергеєр          | 2:00.59  | 12    |
| 5000 м     | Гільберт ван дер Дуйм | 7:19.39  | 9     |
| 5000 м     | Фріц Счалій           | 7:28.17  | 17    |
| 5000 м     | Роберт Вундерінк      | 7:25.19  | 14    |
| 10,000 м   | Гільберт ван дер Дуйм | 15:01.24 | 10    |
| 10,000 м   | Йеп Крамер            | 14:59.89 | 9     |
| 10,000 м   | Роберт Вундерінк      | 15:14.45 | 17    |

Жінки
| Дисципліна | Спортсмен        | Гонка   | Гонка |
| Дисципліна | Спортсмен        | Час     | Місце |
| ---------- | ---------------- | ------- | ----- |
| 500 м      | Аріе Бурсма      | 1:02.05 | 33    |
| 500 м      | Тея Лімбах       | 44.31   | 27    |
| 500 м      | Ріа Віссер       | 45.05   | 30    |
| 1000 м     | Аріе Бурсма      | 1:28.40 | 23    |
| 1000 м     | Івонн ван Генніп | 1:25.36 | 5     |
| 1000 м     | Тея Лімбах       | 1:28.12 | 21    |
| 1500 м     | Івонн ван Генніп | 2:10.61 | 11    |
| 1500 м     | Тея Лімбах       | 2:10.35 | 9     |
| 1500 м     | Ріа Віссер       | 2:11.06 | 13    |
| 3000 м     | Івонн ван Генніп | 4:34.80 | 5     |
| 3000 м     | Тея Лімбах       | 4:42.84 | 13    |
| 3000 м     | Ріа Віссер       | 5:14.80 | 25    |